# カンプトサウルス
カンプトサウルス(Camptosaurus)は、主に中生代後期ジュラ紀から前期白亜紀に生息していたくちばしのある草食恐竜の一種。旧名はカンプトノトゥス。キャンプトサウルスともよばれる。属名の意味は『曲がったトカゲ』である。

## 特徴
全長約5 - 7メートル。全体的な体形はイグアノドンに似ているが、後肢の指が4本あるなどの違いがある。腕よりも脚のほうが長く二足歩行に適していたと考えられるが、足跡化石から普段は4本脚でゆっくり歩いていたことがわかっている。前足は5本の短い指を持ち、するどい爪がそろっていたものの、イグアノドンに比べ貧弱で武器となるようなものではなく、肉食恐竜からの防御手段は走って逃げることだったと考えられる。生息時代はアパトサウルス、アロサウルスなどに代表されるモリソン動物群であり、アロサウルスやケラトサウルスなどの大型の捕食者から身を守るには、戦うより逃げるほうが有効だったのかもしれない。
化石は北アメリカとヨーロッパの、ジュラ紀後期キンメリッジアンから白亜紀前期バレミアンと広範囲から発見されている。研究が進めば別の属だと判る種を含んでいると考えられる。
また、ステゴサウルスと同じところからよく見つかることから、ステゴサウルスが用心棒のような役割をし、カンプトサウルスが見張りになり共生していたという説もある。

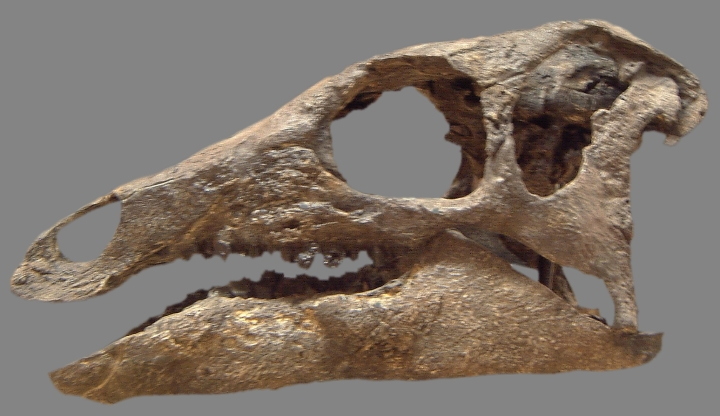
頭骨
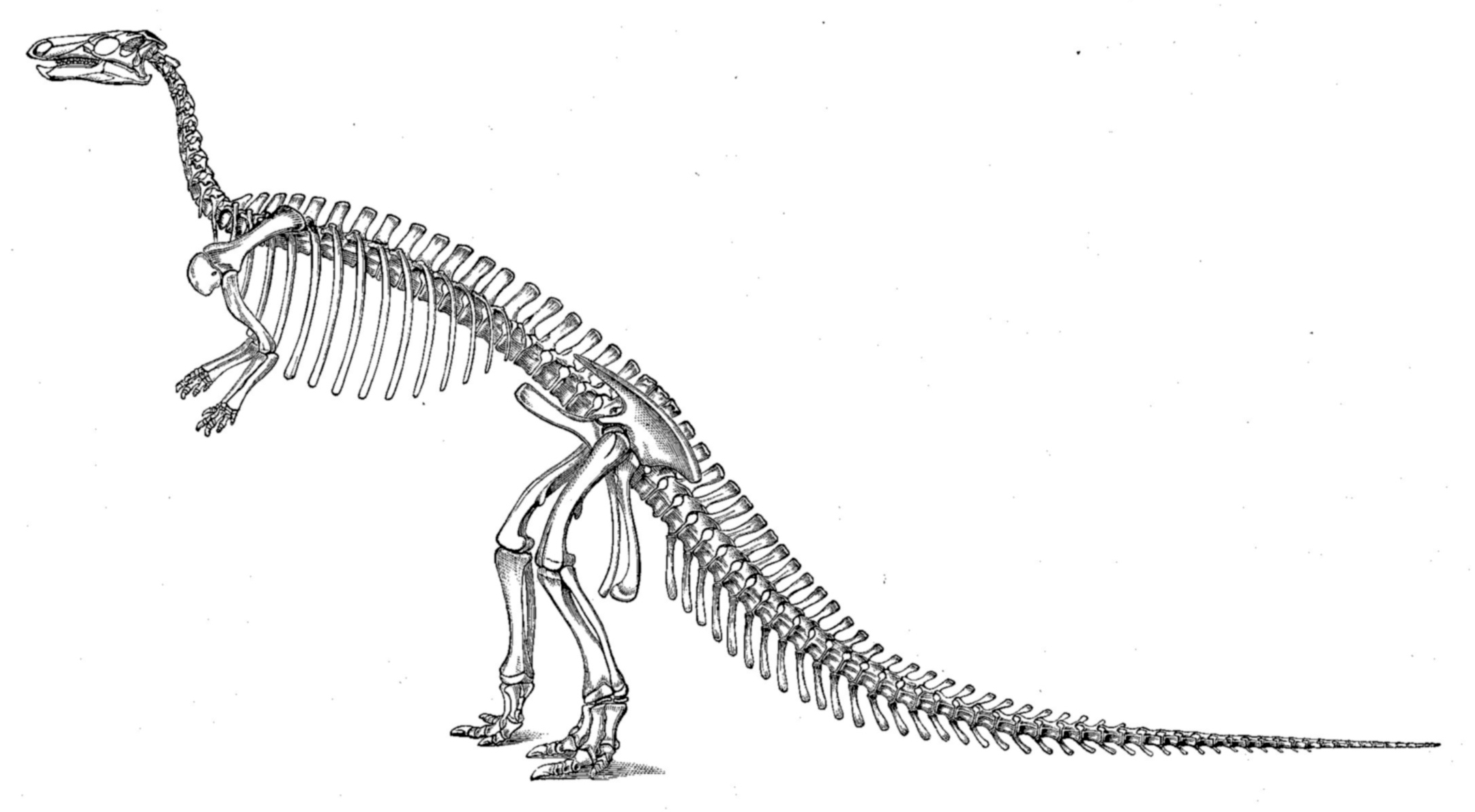
マーシュによる骨格図。
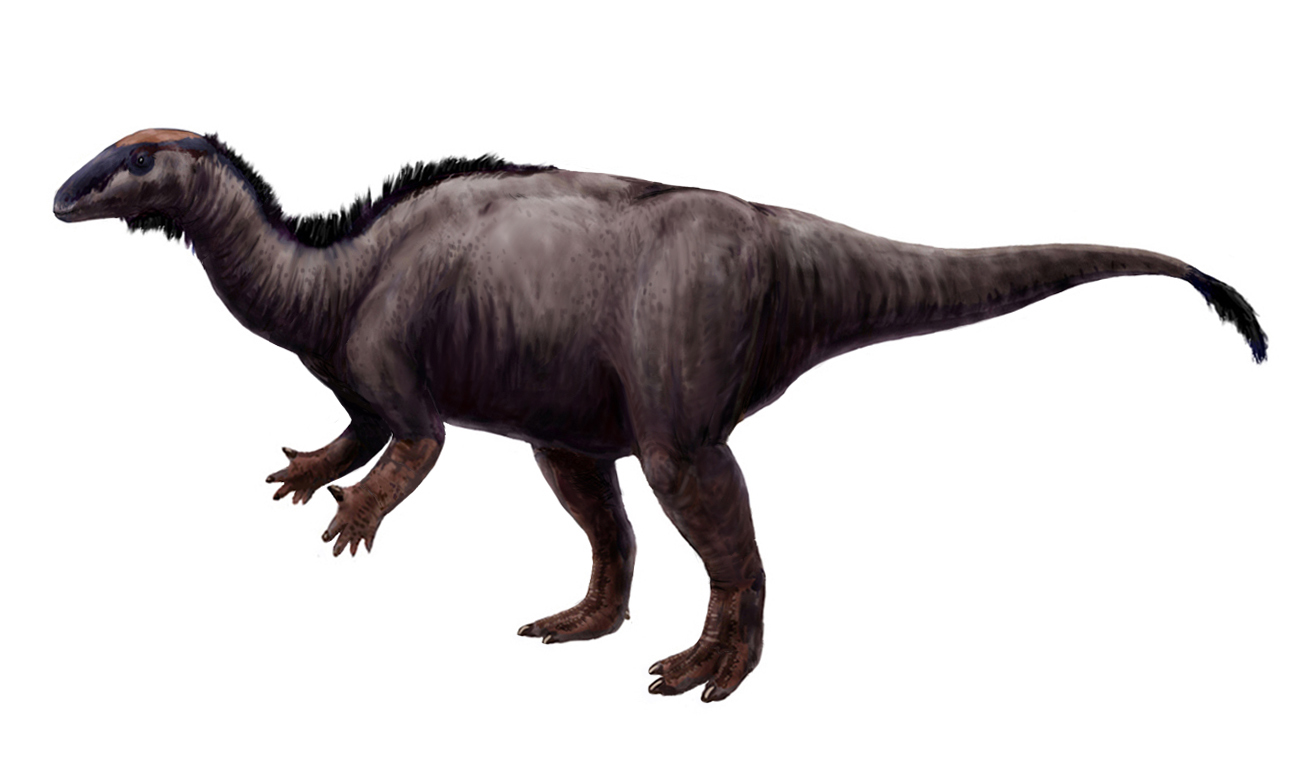
復元図

## 分類上の位置
ヒプシロフォドンなどに比べ大きく発達したくちばしに、2本の歯が一つの歯槽に縦に並ぶ構造をもち、体も比較的大きいなど、イグアノドンなどの進化の進んだ鳥脚類に似ている。そのためイグアノドン科に分類されたこともある。しかし足の指の数が異なり、胸の骨の構造がより原始的な種と同じであったり、くちばしの構造などもイグアノドンなどよりは原始的であるため、現在では初期型の小型の鳥脚類からイグアノドンやハドロサウルス科などにいたる過渡的な状態の種と考えられる。
イギリスのカロヴォサウルス (Callovosaurus)、ポルトガルのドラコニクス (Draconyx) と共にカンプトサウルス科 (Camptosauridae) に分類される。